# Bisaltes
Els bisaltes (en llatí bisaltae, en grec antic Βισάλτης) eren un poble traci que habitava la regió de Bisàltia, situada entre Macedònia i Tràcia. El seu rei era independent de Macedònia, però abans de la Guerra del Peloponès el seu territori ja l'havien annexionat els macedonis. Segons Tucídides, alguns bisaltes es van establir a la península del mont Atos.
Segons la mitologia grega, Bisaltes era un dels fills d'Helios i Gea, i era considerat l'heroi epònim del poble. Bisaltes va ser el pare de Teòfane, que va ser transformada en ovella per Posidó, i en forma de moltó, es va unir amb Teòfane. Aquesta li va donar un fill, el moltó de velló d'or que més tard es va endur Frixos.